# Valentina Visconti
Valentina Visconti, född 1368 i Milano, död 4 december 1408 i Blois, var en fransk vasallgrevinna av Vertus, och en fransk prinsessa och hertiginna av Orléans genom sitt giftermål med prins Ludvig, hertig av Orléans, bror till kung Karl VI av Frankrike. Hon var dotter till Milanos hertig Giangaleazzo Visconti och Isabella av Frankrike.

## Biografi

### Giftermål
I september 1389 vigdes hon vid sin kusin, prins Ludvig. I äktenskapskontraktet tillförsäkrades hon arvsrätten till hertigdömet Milano, om denna skulle sakna manliga arvingar: det var på grund av detta som arvsrätten till Milano kom till det franska kungahuset. Genom sin mors död 1372 var hon också fransk vasall av Vertus med titeln grevinna, en ställning hon delade med sin make. Valentina var mycket omtyckt av sin far, som gav henne en stor hemgift och ska ha gråtit då han tog farväl av henne.  

### Vid det franska hovet
Visconti fick en god relation till sin svåger, Karl VI, men var illa omtyckt av drottningen, Isabella av Bayern, som ska ha haft ett förhållande med Viscontis make Ludvig. Valetina Visconti anlände till Paris med ett storslaget följe just vid kröningen av drottningen i Paris, något som ska ha stulit en aning av glansen från drottningen. Hennes relation till maken beskrivs som olycklig och hon beskrivs som sorgsen och försummad. Hon deltog dock ivrigt i hovlivets nöjesliv och tävlade med drottning Isabella i klädlyx.

### Exil
Visconti tvingades lämna det franska hovet under Karl VI:s psykiska sjukdom på grund av sin konflikt med Isabella, som då var regent. Efter Karl VI:s insjuknade 1392, hade han svårt att träffa sin hustru, som han inte ville se under sina anfall och verkade rädd för, men han ville däremot gärna träffa Valentina, som kunde lugna honom. Detta gav upphov till rykten om att hon hade förhäxat honom med gifter efter att ha uppmanats av sin far att bli Frankrikes drottning, rykten som understöddes av Burgund-partiet Drottning Isabella stödde också dessa rykten och spred ut flera, om att Valentina hade orsakat kungens sjukdom genom gifter och trolldom: hennes motiv tros vara avund över Valentinas inflytande över kungen, en del av hennes vanliga politik mot Milano i allians med Florens, eller ett försök att underlätta hennes eget förhållande med Valentinas make
Dessa rykten fick stor tilltro, mycket på grund av hennes familj, Visconti och italienska börd, och Orleans lät i april 1396, sedan en mobb samlats utanför hennes residens, flytta henne från Paris till lantstället i Asniéres, där hon fick leva till sin död Hennes far tog mycket illa upp över hennes förvisning och hotade att skicka riddare till Frankrike för att försvara sin dotter heder. Det uppkom också rykten om att han hade underrättat sultanen Bayasid om det fransak korståget mot turkarna 1396, som därför misslyckades
Valentina Visconti var beskyddare av poeten Eustache Deschamps, som dedicerade många av sina dikter till henne.   
Under sitt äktenskap med Ludvig fick Valentina 5 söner och 3 döttrar. Av dessa gjorde sig främst sonen Karl bemärkt.